# Йозеф Ружичка
Йозеф Ружичка (чеськ. Josef Růžička; нар. 17 березня 1925, Прага, Чехословаччина — 11 квітня 1986, Прага, ЧССР) — чехословацький борець вільного та греко-римського стилів, срібний призер Олімпійських ігор.

## Життєпис
Йозеф Ружичка був високим, струнким, швидким і спритним, тому батько відвів його до клубу боротьби «Hellas Kosíře». Лише після трьох тренувань він посів третє місце на національному чемпіонаті. Згодом почав виступати за спортивні клуби «Sokol» Виногради та «Rudá hvezda» Прага. Сім разів ставав чемпіоном ЧССР з греко-римської боротьби — у 1948, та 1951—1956 роках. Також у 1954 році здобув титул чемпіона ЧССР з вільної боротьби.

### Літні Олімпійські ігри 1948
На Літніх Олімпійських іграх 1948 року в Лондоні виступав як у змаганнях з греко-римської, так і з вільної боротьби, боровся у важкій вазі (понад 87 кілограмів).
На турнірі з греко-римської боротьби Ружичка переміг у першій сутичці представника Угорщини Йожефа Тараньї, а перед другою не з'явився на зважування та був дискваліфікований.
На турнірі з вільної боротьби Ружичка переміг за очками в перших двох раундах послідовно Діка Хаттона зі США та господаря турніру Фреда Оберландера, але в третьому вчисту програв угорцю Дьюлі Бобішу та вибув зі змагань, посівши підсумкове п'яте місце.

### Літні Олімпійські ігри 1952
На Літніх Олімпійських іграх 1952 року в Гельсінкі знову виступав як у змаганнях з греко-римської, так і з вільної боротьби, боровся у важкій вазі (понад 87 кілограмів).
На турнірі з греко-римської боротьби Ружичка чисто переміг у першій зустрічі представника Угорщини Йожефа Ковача, але в другій програв за очками італійцю Гвідо Фантоні. Після цієї досить сумнівної поразки він поклав трьох наступних суперників на лопатки (Бенгта Фальквіста зі Швеції, Віллі Вальтнера з ФРН і Тауно Кованена з Фінляндії) та вийшов до фіналу. Там його чекав естонський радянський борець Йоханнес Коткас, який усіх суперників на шляху до фіналу переміг чисто. Те саме він зробив і з Ружичкою, якому дісталася срібна медаль.
На турнірі з вільної боротьби Ружичка вчисту програв перші два поєдинки шведу Бертілю Антонссону і фіну Тайсто Кангасніємі та вибув зі змагань.

### Подальша кар'єра
На чемпіонаті світу 1955 року в Карлсруе він фінішував четвертим, але на літні Олімпійські ігри 1952 року в Мельбурні чехословацькі борці не поїхали, і незабаром після цього розчарований Ружичка завершив кар'єру.

## Спортивні результати на міжнародних змаганнях

### Виступи на Олімпіадах
| Змагання                    | Збірна         | Вагова категорія                    | Місце  |
| --------------------------- | -------------- | ----------------------------------- | ------ |
| Літні Олімпійські ігри 1948 | Чехословаччина | вільна боротьба, понад 87 кг        | 5      |
| Літні Олімпійські ігри 1952 | Чехословаччина | греко-римська боротьба, понад 87 кг | Срібло |

### Виступи на Чемпіонатах світу
| Змагання                        | Збірна         | Вагова категорія                    | Місце |
| ------------------------------- | -------------- | ----------------------------------- | ----- |
| Чемпіонат світу з боротьби 1955 | Чехословаччина | греко-римська боротьба, понад 87 кг | 4     |